# Прекид ватре
Прекид ватре је израз који у војној тактици означава привремени престанак оружаног сукоба који подразумјева суздржавање од војних дјеловања према непријатељској страни. Од примирја се разликује у томе што може бити ограничен на временски рок или одређену територију. Може бити и једностран тако да га објављује једна страна у очекивању да то исто учини и друга. Мотиви за прекид непријатељстава могу бити различити. На нижем нивоу су обично хуманитарне природе - омогућавање да се са простора ратних дејстава или са ничије земље склоне погинули и рањеници, извлачење цивила или размјена заробљеника. На вишем нивоу прекид ватре представља нужан предуслов за преговоре са циљем да се склопи трајније и формално примирје или мировни споразум. Прекид ватре понекад се објављује једнострано - било као знак добре воље, било у пропагандне сврхе како би се властита страна приказала као „мирољубива“, а непријатељ као „агресор“.
Прекиди ватре се могу објавити као део формалног споразума, али могу бити и плод неформалног разумевања између сукобљених страна. На пример, Божићно примирје 25. децембра 1914, током Првог светског рата дошло је до незваничног прекида ватре јер су и Немци и Британци славили Божић. Није потписан никакав споразум, а након неколико дана, рат је настављен. У Античкој Грчкој је долазило до прекида непријатељстава за време одигравања Олимпијских игара.

## Преглед
Прекиди ватре се вероватније постижу када су трошкови сукоба високи и када актери у сукобу имају ниже трошкове публике. Научници наглашавају да се прекид ратних дејства вероватније појави када актери имају више информација једни о другима, када актери могу да изврше веродостојне обавезе, а када је домаћа политичка ситуација омогућила да лидери успоставе споразуме о прекиду рата без последица на домаћој сцени.

## Историјски примери
Историјски гледано, концепт прекида ватре постојао је барем у време средњег века, када је био познат као 'Божје примирје'.

### Први светски рат
Током Првог светског рата, 24. децембра 1914. године, постојао је незванични прекид ватре на Западном фронту пошто су Француска, Уједињено Краљевство и Немачка славиле Божић. Постоје извештаји који тврде да је незванични прекид ватре одржан током целе недеље која је претходила Божићу, и да су британске и немачке трупе размењивале сезонске честитке и песме између својих ровова.  Прекид ватре је био кратак, али спонтан. Почевши од када су немачки војници палили јелке, то се брзо проширило горе-доле на Западном фронту. Један извештај описује развој следећим речима:
Било је добро видети како људски дух превладава међу свим странама на фронту, заједништво и братство. Све је било добро док виши нивои команде нису чули за ефекат прекида ватре, чиме је њихов гнев обезбедио повратак непријатељствима.

### Споразум из Карачија
Споразум из Карачија из 1949. потписали су војни представници Индије и Пакистана, под надзором Комисије Уједињених нација за Индију и Пакистан, успостављајући линију прекида ватре у Кашмиру након Индо-пакистанског рата 1947. године.

### Корејски рат
Дана 29. новембра 1952. изабрани председник САД Двајт Д. Ајзенхауер отишао је у Кореју да види како да оконча Корејски рат. Када су УН прихватиле индијско предложено примирје, примирје Корејске народне армије (KPA), Народне добровољачке армије (PVA) и Команда УН имале су борбену линију отприлике на 38. северној паралели. Ове стране су 27. јула 1953. потписале Корејски споразум о примирју да би окончале борбе. Јужнокорејски председник Сингман Ри напао је мировни поступак и није потписао примирје. Након пристанка на споразум о прекиду ватре, позване су владе Јужне Кореје, Северне Кореје, Кине и Сједињених Држава да учествују у наставку мировних преговора. Главне зараћене стране успоставиле су Корејску демилитаризовану зону (ДМЗ), којом од тада патролирају KPA и заједничка команда Војске Републике Кореје, САД и УН. Сматра се да је рат у том тренутку завршен иако још нема мировног споразума.

### Вијетнамски рат
На Нову годину 1968. папа Павле VI убедио је Јужни Вијетнам и Сједињене Државе да прогласе примирје од 24 сата. Међутим, Вијетконг и Северни Вијетнам нису се придржавали примирја и напали су из заседе 2. батаљон, Дивизије маринаца Републике Вијетнам, 10 минута после поноћи у Ми Тоу. Вијетконг је такође напао базу ватрене подршке америчке војске у близини Сајгона, узрокујући више жртава.

### Заливски рат
Након што су коалиционе снаге предвођене САД истерале Ирак из Кувајта током операције Пустињска олуја, Ирак и Савет безбедности УН потписали су споразум о прекиду ватре 3. марта 1991. године. Након тога, током 1990-их, Савет безбедности Уједињених нација је донео бројне резолуције у којима је Ирак позвао да безусловно и одмах одваци своје непостојеће оружје за масовно уништење. Пошто ниједан мировни споразум није потписан након Заливског рата, рат је и даље био на снази, укључујући наводни покушај убиства бившег председника САД Џорџа Х. В. Буша од стране ирачких агената током посете Кувајту; Ирак бомбардован у јуну 1993. као одговор, ирачке снаге су пуцале на коалиционе авионе који су патролирали ирачким зонама забрањених летова, извршено је бомбардовање Багдада од стране председника САД Била Клинтона 1998. током операције Пустињска лисица, као и раније бомбардовање Ирака 1996. од стране САД током операције Пустињски удар. Рат је остао на снази до 2003. године, када су америчке и британске снаге извршиле инвазију на Ирак и свргнуле режим Садама Хусеина са власти.

### Кашмирски сукоб
Прекид ватре уз посредовање УН-а договорен је између Индије и Пакистана 1. јануара 1949. чиме је окончан Индо-пакистански рат 1947. године (који се назива и Кашмирски рат 1947). Борбе су избиле између две нове независне земље у Кашмиру у октобру 1947, при чему је Индија интервенисала у име кнежевског владара Кашмира, који се придружио Индији, и Пакистан је подржавао побуњенике. Борбе су биле ограничене на Кашмир, али је постојала бојазан да би могле прерасти у међународни рат пуног обима, те је Индија то питање упутила Савету безбедности УН на основу члана 35 Повеље УН, који се бави ситуацијама „које би могле да угрозе одржавање међународног мира“. Савет безбедности је успоставио наменску Комисију Уједињених нација за Индију и Пакистан, која је посредовала током читаве годину у току борби. Након неколико резолуција УН у којима је предвиђена процедура за решавање спора путем плебисцита, крајем децембра 1948. између земаља је постигнут споразум о прекиду ватре, који је ступио на снагу од Нове године. Савет безбедности је основао Групу војних посматрача Уједињених нација за Индију и Пакистан (UNMOGIP) да надгледа линију прекида ватре. Индија је прогласила прекид ватре у долини Кашмира током Рамазана 2018. године.

### Северна Ирска
Ирска републиканска армија је одржала неколико божићних прекида ватре (који се обично називају примирјима) током сукоба у Северној Ирској.

### Израелско-палестински сукоб
Пример прекида ватре у Израелско-палестинском сукобу објављен је између Израела и Палестинске националне власти 8. фебруара 2005. Када је најављен, главни палестински преговарач Саеб Ерекат је јавно дефинисао прекид ватре на следећи начин: „Сложили смо се да данас председник Махмуд Абас прогласи потпуни прекид насиља против Израелаца било где, а премијер Ариел Шарон ће прогласити потпуни прекид насиља и војних активности против Палестинаца било где“.

### Сиријски грађански рат
Учињено је неколико покушаја да се постигне прекид ватре у Сиријском грађанском рату.

### Глобални прекид ватре 2020
Глобални прекид ватре из 2020. био је одговор на формални апел генералног секретара Уједињених нација Антонија Мануела де Оливеире Гутереса 23. марта за глобални прекид ватре као део одговора Уједињених нација на пандемију корона вируса Ковид-19. Дана 24. јуна 2020. године, 170 држава чланица УН и посматрача потписало је необавезујућу изјаву у прилог апелу, попевши се на 172 земље 25. јуна 2020, а 1. јула 2020. Савет безбедности УН је донео резолуцију којом се захтева општи и хитан глобални прекид непријатељстава најмање 90 дана.